# Kasimir III
Kasimir III, kallad Kasimir den store (polska: Kazimierz III; Kazimierz Wielki), född den 30 april 1310, död den 5 november 1370, son till kung Vladislav I och drottning Jadwiga (Jadwiga Kaliska) av Polen, kung av Polen från 1333.

## Biografi

### Utrikespolitik
Under Kasimirs far Vladislav I Lokietek hade Polens hotande uppsplittring på självständiga furstendömen hejdats och det polska kungadömet hade återupprättats. Kasimir fortsatte framgångsrikt faderns verk. Furstarna i Masovien erkände ånyo polsk överhöghet och delar av Galizien, Rutenien och Podolien (nu i sydöstra Polen och Ukraina) kom successivt under polsk kontroll. I fredsavtal med Böhmen 1335 uppgav Kasimir sina anspråk på Schlesien mot att Böhmens kung uppgav sina anspråk på Polens krona och i avtal med Tyska orden 1343 uppgav han i praktiken Pommerellen och Kulmerland mot att orden släppte vissa ockuperade områden. Kasimirs prestige i samtidens europeiska politik kan ses bland annat av en kongress i Kraków 1364 där flera europeiska kungligheter, bland dem Valdemar IV (Atterdag) av Danmark, deltog.

### Inrikespolitik
Inrikespolitiskt verkade Kasimir bland annat som lagstiftare och stadsgrundare. Han gav landet dess första allmänna lag (1368) och inrättade under ledning av skattmästaren, kanslern och hovmarskalken ett råd av landets mest bemärkta eller dugliga män. Han gjorde starosterna till provinsernas ståthållare, som kommenderade krigsmakten och svarade för ordning och säkerhet.
Till de städer han grundade hör Krakóws förstad Kazimierz. Han gynnade borgerskapet och gav Polens städer Magdeburgs stadsrätt. 
Kasimir förde en tolerant politik mot etniska och religiösa minoriteter. Många judar som led under judeförföljelser i västra Europa fick en fristad i Polen under hans tid. Den 9 oktober 1334 bekräftade han Boleslav V:s privilegier för Polens judar från 1264. Han vidtog även andra åtgärder för att skydda judarna och de judiska begravningsplatserna från övergrepp.
Även landets militär reformerades. Krigstjänsten blev inte längre bunden vid adelns personer utan vid godsen. Därför måste andliga innehavare nu sätta ställföreträdare.
Till Kasimirs mest bestående insatser hörde grundandet av universitetet i Kraków 1364, det första öster om Prag. Universitetet går idag under namnet Jagellonska universitetet trots att grundaren Kasimir var av ätten Piast.

### Eftermäle
Kasimir den store avled den 5 november 1370 utan att efterlämna någon manlig arvinge. Med honom utslocknade den polska kungliga Piastdynastin. Hans ståtliga gotiska gravmonument finns i Wawelkatedralen i Kraków. Kasimir sägs ha ärvt ett land byggt i trä och efterlämnat ett land byggt i sten. Han efterträddes av systersonen Ludvig I av Ungern.

## Familj
Kasimir ingick äktenskap första gången 1325 med den litauiske storfursten Gediminas dotter Aldona. Aldona som var hedning liksom sin far döptes före giftermålet och fick då namnet Anna (litauiska: Ona). I äktenskapet föddes två döttrar, men år 1339 avled Ona utan att efterlämna någon manlig arvinge. Två år senare äktade Kasimir Adelheid av Hessen, men äktenskapet upplöstes på grund av barnlöshet 1356. Han gifte sig därefter med Krystyna Rokiczańska, änka efter en borgare i Prag. År 1365 ingick han sitt fjärde äktenskap med den schlesiska/slonzakiska furstinnan Hedwig av Głogów/Glogau-Sagan. Inte heller detta i äktenskap föddes någon tronarvinge, varför Kasimir utsåg sin systerson Ludvig av Anjou, kung av Ungern, att efterträda honom.
- Dottern Elisabeth äktade hertig Bogislav V av Pommern-Stolp.
- Dottern Kunigunda äktade hertig Ludvig VI av Bayern, son till den tysk-romerske kejsaren Ludvig IV.
- En dotter till Kasimir äktade Ludvig av Brandenburg (1345).

## Galleri

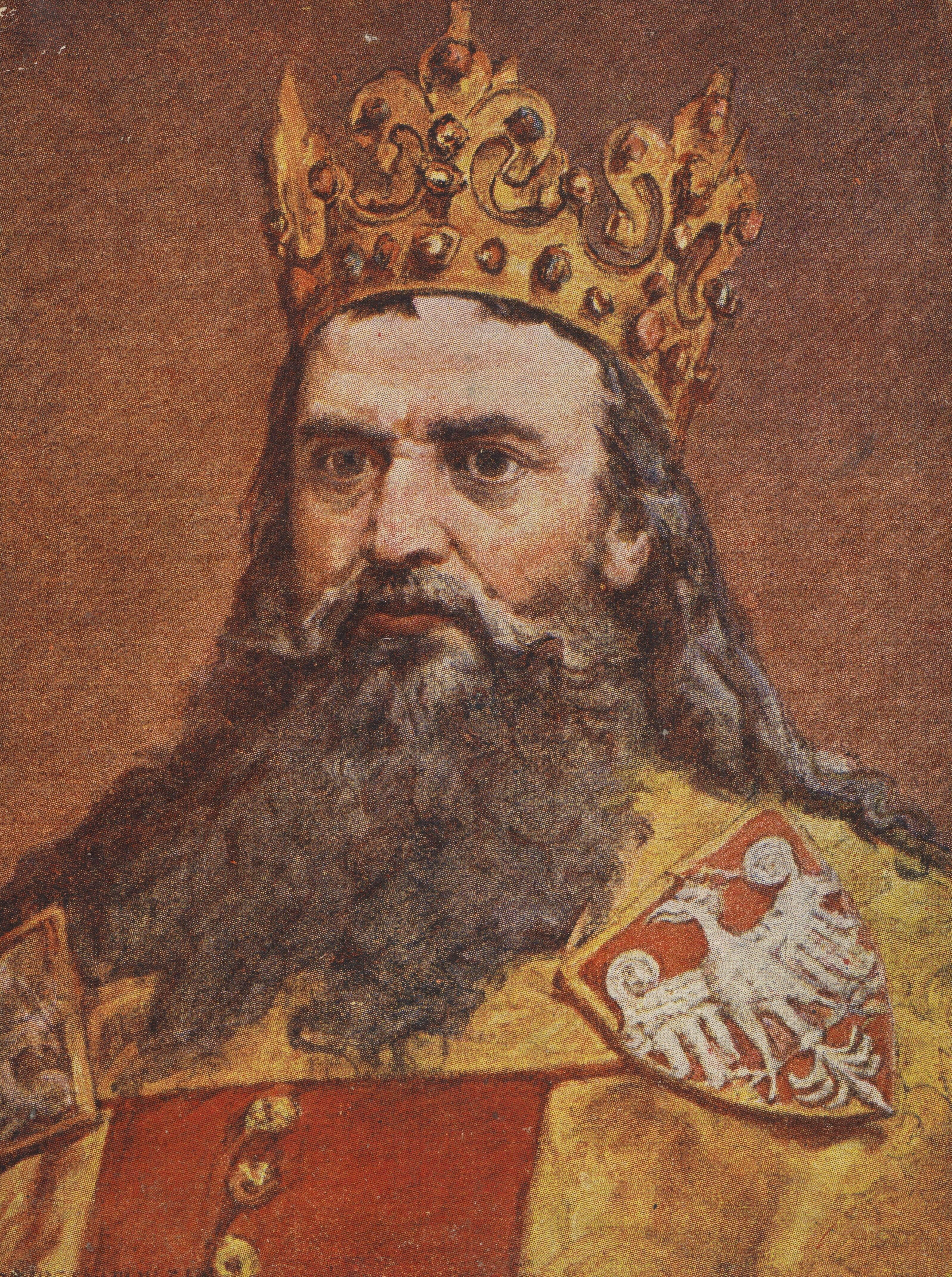
Kasimir III den store av Jan Matejko.
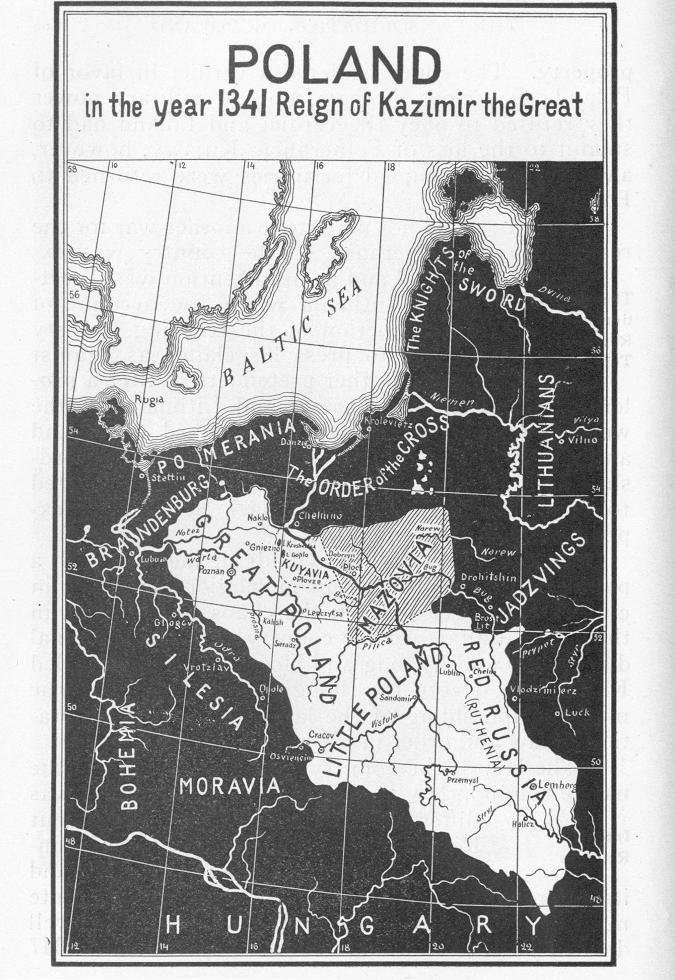
Kungariket Polen 1341 under Kasimir III:s regering.
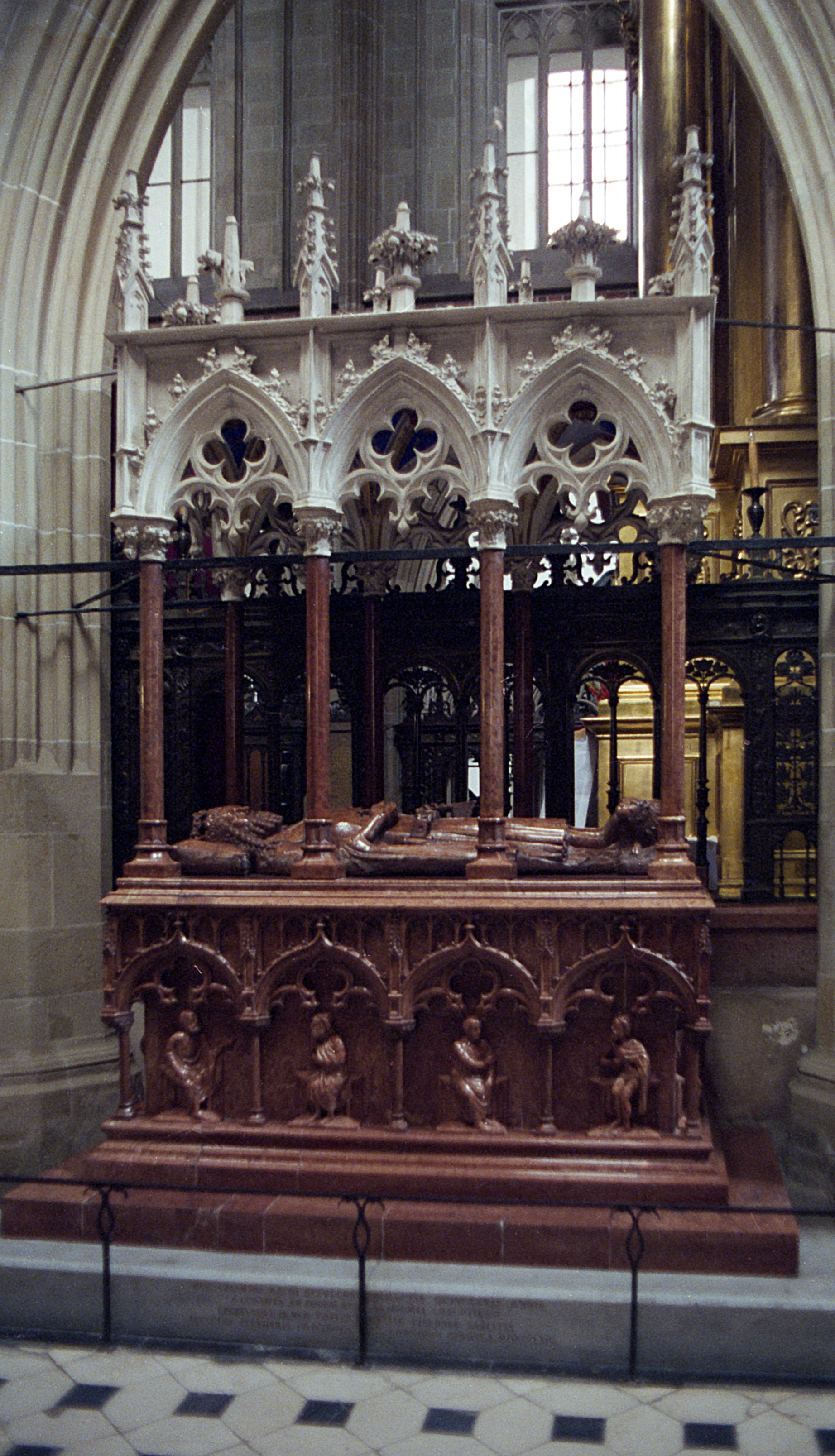
Kasimir den stores grav i Wawelkatedralen.